# Tazmamart

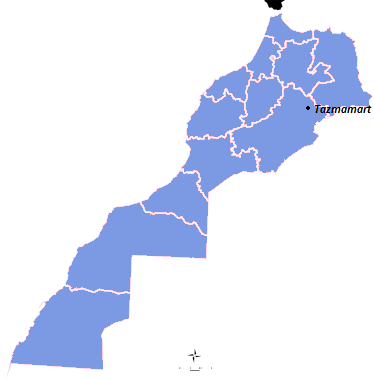
Localizzazione di Tazmamart nell'est del Marocco.

Tazmamart (in arabo سجن تازمامرت‎?) era una prigione segreta nell'est del Marocco, utilizzata dal 1972 al 1991 (durante gli anni di piombo), e destinata alla detenzione dei prigionieri politici. Il carcere è diventato un monumento per ricordare l'oppressione nella storia politica contemporanea del Marocco. Si trova vicino alla città di Er Rich (tra Er Rachidia e Midelt).